# SuperCar Challenge
SuperCar Challenge – komputerowa gra wyścigowa wyprodukowana przez brytyjskie studio Eutechnyx i wydana 4 września 2009 roku przez System 3 na PlayStation 3.

## Rozgrywka
W grze znajdują się tryby gry takie jak: pojedynczy wyścig i kariera. Gra zawiera 40 samochodów (m.in. Aston Martin DB9, Bugatti Veyron, Lamborghini Murciélago RGT, McLaren F1, Ferrari FXX), 20 tras (m.in. Silverstone Circuit, Nürburgring, Circuit de Spa-Francorchamps, Mugello Circuit).
Poziom trudności zależny jest od trybów takich jak: Arcade czy Assist, które ułatwiają rozgrywkę.
W grze zawarty został tryb gry wieloosobowej umożliwiający grę przez sieć lokalną i Internet.
Komentatorem w trakcie rozgrywki jest Tiff Needell.